# Ottilie von Bistram
Ottilie von Bistram, née le 8 juillet 1859 à Riga et morte le 19 juillet 1931 à Bayreuth, est une écrivaine allemande et une militante pour les droits des femmes.

## Biographie
Ottilie Alexandrine Helene Freiin von Bistram est née à Riga le 8 juillet 1859. Elle est la fille de Konstantin Friedrich Johann Freiherr von Bistram, Herr auf Krottuschen. Quelques années seulement après sa naissance, la famille déménage à Dresde, où elle grandit et a fait ses études. La famille fait de fréquents voyages à l'étranger. Elle se consacre à l’étude de la littérature, de l’histoire de l’art, de l’anatomie et de l’orthopédie et réussit un examen d’État. Ottilie Bistram s'installe en Suisse après avoir terminé sa formation.
Ottilie von Bistram est préoccupée par le rôle des femmes et plaide pour une meilleure éducation scolaire pour les filles. En 1893, dans Frauenbildung, Frauenstudium, elle revendique le droit des femmes à étudier à l'université. Au Congrès international des femmes (Internationale Kongress für Frauenwerke und Frauenbestrebungen) de Berlin en 1897, elle donne une conférence intitulée Das erste Mädchen-Gymnasium in Karlsruhe (le premier lycée de filles de Karlsruhe) et donne ensuite régulièrement des conférences dans des lycées de filles,. Elle se positionne publiquement contre le texte antiféministe Über den physiologischen Schwachsinn des Weibes (Sur l'imbécillité physiologique des femmes) de Paul Julius Möbius.
Ottilie von Bistram se rend régulièrement dans divers pays au cours de ses dernières années et y étudie la situation sociale des femmes. Elle publie ses résultats sous forme de croquis de voyage dans des journaux et des magazines. Elle publie en outre des articles sur la question des femmes, ainsi que des récits et des poèmes. Vers 1900, elle est présidente de l'association « Frauen-Bildungsabteilung » à Wiesbaden.
Elle décède à Bayreuth le 19 juillet 1931.

## Publications (sélection)
- (de) Ueber den physiologischen Schwachsinn des Weibes. Eine Entgegnung. Berlin 1892.
- (de) Frauenbildung, Frauenstudium. Conférence. Elberfeld, Lucas, 1893.
- (de) Zur Frauenfrage. 1899.
- (de) Die Frau des neuen Jahrhunderts. 1900.
- (de) Ibsen's Nora und die wahre Emanzipation der Frau. conférence. Lützenkirchen & Bröcking, Wiesbaden 1900.